# Annamaria Colagrossi
Annamaria Colagrossi (* 22. Januar 1968) ist eine ehemalige italienische Judoka. Sie war Europameisterschaftsdritte 1987.

## Sportliche Karriere
Annamaria Colagrossi kämpfte im Halbschwergewicht, der Gewichtsklasse bis 72 Kilogramm. 1984, 1985, 1987 und 1990 war sie italienische Meisterin. Bereits 1984 nahm sie an den Weltmeisterschaften in Wien teil, schied aber früh gegen die Niederländerin Anita Staps aus. Zwei Jahre später erreichte sie bei den Weltmeisterschaften 1986 das Viertelfinale und unterlag dann der Britin Avril Malley.
Bei den Europameisterschaften 1987 in Paris unterlag Colagrossi im Achtelfinale der Niederländerin Irene de Kok. Mit zwei Siegen in der Hoffnungsrunde erreichte sie den Kampf um Bronze und gewann diesen gegen die Deutsche Barbara Claßen. Sechs Monate später unterlag sie auch bei den Weltmeisterschaften 1987 in Essen zum Auftakt Irene de Kok. In der Hoffnungsrunde verlor sie gegen Avril Malley und belegte insgesamt den siebten Platz. 1991 trat Colagrossi noch einmal bei Europa- und Weltmeisterschaften an, schied aber jeweils frühzeitig aus.